# Криволучье-Сура
Криволучье-Сура — село Балаковского района Саратовской области.

## Население
| 1859 | 1889  | 1900  | 1910  | 1926  | 2002 | 2010 |
| ---- | ----- | ----- | ----- | ----- | ---- | ---- |
| 1741 | ↗2096 | ↗2453 | ↗2802 | ↘2095 | ↘147 | ↗200 |

## История
Крупный центр старообрядчества в царской России на берегу реки Большой Иргиз. Недалеко от села находится Иргизский Нижне-Воскресенский монастырь.
До 1851 года село входило в состав Саратовской губернии, затем в период до 1928 года – в состав Самарской губернии. В Самарской губернии село Криволучье являлось центром Кормёжской волости Николаевского уезда. С 1936 года по 1958 годы Криволучье относилось к Чапаевскому району Саратовской области. С 1958 года входит в состав Балаковского района Саратовской области.
В 1908 году на средства Криволучьевской общины  старообрядцев, «приемлющих священство  Белокриницкой иерархии», был построен деревянный храм во имя  Покрова Пресвятой Богородицы вместимостью 300 человек.
| Село Криволучье в составе Самарской губернии | Село Криволучье в составе Самарской губернии | Село Криволучье в составе Самарской губернии | Село Криволучье в составе Самарской губернии | Село Криволучье в составе Самарской губернии | Село Криволучье в составе Самарской губернии |
|                                              | 1859 год                                     | 1889 год | 1900 год | 1910 год | 1926 год                                     |
| -------------------------------------------- | -------------------------------------------- | --- | --- | --- | -------------------------------------------- |
| Число дворов                                 | 270                                          | 513 | 560 | 580 | 470                                          |
| Число жителей мужского пола                  | 832                                          | 833 (ревизских) | 1151 | 1374 | 946                                          |
| Число жителей женского пола                  | 909                                          | 1263 | 1302 | 1428 | 1149                                         |
| Примечание                                   | Церковь единоверческая                       | Церковь, молитвенный дом, школа, ярмарки: 20 июля и 1 октября по 1 дню, 1 водяная и 12 ветряных мельниц, волостное правление, урядник 3 участка, Воскресенский единоверческий мужской монастырь 3 класса, учрежден в 1829 году | Церковь, молитвенный дом, церковно-приходская школа, 2 ярмарки: 27 июля и 1 октября, почтовое отделение, заведующий военно-конским участком, волостное правление, становой пристав, урядник | 2 церкви, молитвенный дом, церковно-приходская школа, 2 ярмарки, почтовое отделение, заведующий военно-конским участком, волостное правление, становой пристав, урядник, фельдшер, агроном |                                              |